# Éléments d'épidémiologie concernant la grippe
 (avril 2022).
- Si vous ne connaissez pas le sujet, laissez ce bandeau (vous pouvez alors contacter les auteurs).
- Si vous supprimez le contenu mis en cause (vous pouvez préalablement contacter les auteurs),

argumentez précisément cette suppression dans la page de discussion
(un manque de référence n'est pas un argument ; une recherche réelle de référence doit avoir été effectuée, être formellement documentée).
 (avril 2022).
Cet article sur les éléments d'épidémiologie concernant la grippe est un des sous-chapitres de l'article Grippe aviaire. Sans avoir vocation à remplacer un traité vétérinaire, il traite des aspects diagnostics et prophylaxie
Le virus de la grippe aviaire mute facilement et fréquemment. Plusieurs de ses formes peuvent infecter à la fois l’Homme et l’Animal.
Ceci rend l'éco-épidémiologie de ce virus particulièrement complexe, d’autant que la mondialisation de l’élevage et du commerce, ainsi que l’accélération des transports, sont des facteurs susceptibles d’avoir considérablement transformé les causes, l'ampleur et l’incidence des zoonoses et dans ce cas des épidémies humaines.
L’épidémiologie et l’éco-épidémiologie ont pour finalité l’action contre la maladie. Dans le cas de la grippe aviaire, la contamination des élevages par la grippe aviaire (et tout particulièrement par le virus H5N1 préoccupe la médecine humaine et vétérinaire, que l'ONU invite à travailler de concert. 
De 2003 à 2005, les foyers ont essentiellement été détectés dans des élevages. Ils ont d’abord été attribués à une contagion à partir d'oiseaux sauvages (élevages situés sur le trajet d'oiseaux migrateurs par ex.), mais un virus hautement pathogène peut émerger par mutation ou recombinaison au sein des élevages eux-mêmes. La contamination peut ensuite diffuser via des échanges d'oiseaux, de poussins et d'œufs ou de la circulation d'engins ou matériels contaminés…
Des données récentes provenant de l'analyse génétique des virus asiatiques laissent d'ailleurs penser que le H5N1 HP trouvé chez les oiseaux sauvages est apparu dans un élevage.
- Un foyer produit par une souche peu pathogène et peu contagieuse reste généralement localisé (sporadique) ; il s'éteint de lui-même, sans grandes conséquences sur la vie économique. Les transports de volailles, œufs ou matières à risque peuvent cependant contribuer à étendre ce type d’épidémie.
- inversement, une souche hautement pathogène peut en quelques semaines ou mois se répandre dans une région (Cf. commerce d'oiseaux, œufs, sous-produits, matériels ou personnes souillés…) en causant de lourdes pertes. Et en quelques années elle peut coloniser un continent ou une grande partie du monde.
Comme le montre l'Histoire des épizooties de grippe aviaire, des formes enzootiques peuvent s'entretenir localement, et donner lieu à des foyers régionaux importants. Exceptionnellement, un virus dit « animal » (cette dénomination est-elle justifiée ?) peut passer à l'Homme pour, encore plus exceptionnellement être à l'origine d'une pandémie, soit directement, soit en se recombinant avec un autre virus grippal.

## Origine, ancêtre du virus
Qui a apporté le premier virus à l'Homme, au cochon et au poulet ?
On l'ignore, mais on a trouvé chez les oiseaux et uniquement chez les oiseaux tous les sérotypes connus du virus de la grippe.

De ce fait, et plus récemment par déduction à partir de l'arbre phylogénique (filiations par branches ou clades) des virus grippaux on a déduit que l'oiseau était vraisemblablement l'hôte original du virus, et même qu'il était originaire probable d'Asie dans le cas du H5N1.
Mais il y a eu très peu de recherche de la prévalence du virus grippal chez d'autres espèces que l'Homme, le porc, le cheval et les oiseaux. Or depuis quelques décennies qu'on commence à en chercher, des virus grippaux ont été détectés chez un bon nombre d'autres espèces d'animaux à sang chaud.

- On sait que des virus grippaux affectant des espèces aussi différentes que l'homme ou le cochon et l'oiseau peuvent se recombiner entre eux.
On peut imaginer que le virus grippal coévolue avec les oiseaux (et les mammifères ?) depuis très longtemps, voire qu'il existait un ancêtre de la grippe chez les dinosaures, lointains ancêtres des oiseaux..
La question pourrait être posée autrement :
- L'oiseau héberge-t-il tous les types de virus parce qu'il en est l'hôte original et qu'il hébergeait l'ancêtre des virus contemporains ?
- ou parce que grâce au vol et à ses extraordinaires capacités de migration, il est le seul animal à fréquenter la quasi-totalité de la biosphère (milieux terrestres et marins) ?
Les virologues tentent de répondre à cette question en reconstituant l'arbre phylogénétique des virus connus, avec l’aide de l’épidémiologie et de l’éco-épidémiologie.

## Réservoir du virus
- Les sols ou eaux gelées de la zone paléarctique (du Canada à la Sibérie en passant par la Norvège, la Suède..) pourraient jouer un rôle passif de réservoir hivernal pour le virus.
- Les virus grippaux des oiseaux constituent en tous cas un des gisements mobiles de gènes viraux. L'espèce humaine, les porcs, poules, canards, oies, cailles, chevaux, chameaux et autres autruches en constituent d'autres (réservoirs) ;
- Ces espèces domestiquées, par leur promiscuité, par leur homogénéité génétique, et par le fait qu'elles ont échappé depuis quelques siècles ou décennies aux processus naturels de sélection constituent sans doute aussi un stock de gènes viraux et des cibles de choix pour la grippe… 

- Il se peut que des maillons écoépidémiologiques du virus soient encore ignorés ; À titre d'exemple, certains mucus (ex : escargots) animaux sont riches en acide sialique (cible biochimique du virus dans les poumons) et on peut imaginer que le virus pourrait à partir des fientes d'oiseaux y résister à la déshydratation, aux UV et à la chaleur tout en étant transporté et susceptible d'être ingéré par des oiseaux ou mammifères ou d'autres espèces.

## Durée de vie du virus
Le virus de l'influenza aviaire est réputé mieux survivre dans les tissus où il s'est reproduit, dans les excréments qui sont la première source de contamination pour l'oiseau, et dans l'eau (sauf si elle est acide ou chaude). 
-  Il résiste 7 jours à 20 °C, 35 jours à 4 °C, selon le cours de Jean-Pierre Ganière de l'ENVN de Maison-Alfort (donnée de mi-2005).
-  Il résiste 3 mois dans une eau légèrement basique et à des températures modérées selon l'AFSSA (2005).
-  Mais d'autres sources portent cette durée à 105 jours, voire plusieurs mois quand la température est inférieure à 0 °C.
- Il résiste 105 jours dans le fumier et plusieurs heures dans le mucus séché, avec peut être des différences selon les variants ou des conditions mal comprises (teneur de l'eau en oxygène, exposition aux UV solaires, nature du biofilm, etc.).
Voir à ce propos

## Incubation
L'incubation est réputée durer de 24/48 heures à 7 jours selon l'isolat, la dose d'inoculum, l'espèce, l'âge et l'état de l'oiseau infecté et peut-être selon d'autres conditions mal comprises (interaction avec autres pathogènes ? saison..). 
Un oiseau vacciné ou qui a survécu à un premier contact avec le virus, ou un variant proche est immunisé mais il peut développer une forme discrète ou asymptomatique de la maladie, c’est-à-dire excréter quelque temps une certaine quantité de virus.
- Chez les poulets, l'incubation est parfois très brève (24/48 h). Et un élevage peut connaître un taux de mortalité proche de 100 % en 48 heures.
- En 2006, la durée d'incubation reste mal observée dans la nature et le phénomène est encore mal compris chez les oiseaux porteurs asymptomatiques, chez le porc, les félins (dont le chat ou chez d'autres mammifères.

## Contagion
Elle se ferait essentiellement par transmission directe (contact) mais aussi indirecte (aliments contaminés par des fientes d'oiseaux sauvages, emballages souillés…). L'œuf infecté (cru ou mal cuit) est contaminant. 
- Les voies de pénétration sont digestives et/ou respiratoires.
- Les anatidés migrateurs hébergent souvent de façon inapparente 38 des souches pathogènes pour les poulets…. (source : Cour vétérinaire de maladies réputées contagieuses de Maisons-Alfort, mis à jour mi-2005)
- Les dindes et volailles guéries portent encore le virus influenza durant des mois, constituant encore une source de contamination pour d'autres volailles ou oiseaux sauvages (porcs ?).
- Des volailles vaccinées excrètent encore des virus au moins durant une semaine.
- Le sol souillé ou de nombreux objets souillés peuvent aussi jouer un rôle de vecteur « inanimé ».
La virulence des virus influenza dépend de la nature du site de clivage de leur hémagglutinine. Toutes les souches de type H5 ou H7 sont potentiellement pathogènes pour la volaille. Le séquençage du site de clivage du gène HA permet d'identifier les souches pathogènes.

## Localisation du virus dans l'organisme
Le virus de la grippe humaine saisonnière classique infecte habituellement d'abord les poumons puis parfois le tube digestif. Les récepteurs cellulaires de ce virus sont plutôt groupés dans la partie haute du système respiratoire (bronches, pharynx, trachée et muqueuse nasale), ce qui explique la forte contagiosité de cette grippe, et à l'opposé, la faible transmission interhumaine actuelle du H5N1 dont les cibles sont situées dans le fond des poumons. On craint cependant toujours une mutation permettant au H5N1 d'infecter la partie supérieure du système respiratoire.
Les virologues avaient déjà noté en 2005, qu'au contraire de la grippe saisonnière, la grippe aviaire de type A (H5N1) pouvait chez l'Homme produire des titres viraux (taux de virus dans le mucus) plus élevés dans la gorge que dans le nez (Les écouvillonnages devraient dont plutôt être faits en fond de gorge. Des échantillons des voies respiratoires inférieures pourraient offrir des moyens de diagnostic plus sensibles, et que des tests faits sur des échantillons recueillis dans le nez, mais il reste intéressant d'échantillonner le nez pour détecter une éventuelle mutation rendant le virus capable d'infecter la partie haute des poumons, dont la sphère ORL).
Une étude concluait début 2006 que les récepteurs humains du H5N1 HP (pour des variants identifiés de 2003 à 2005) sont plutôt distribués dans les alvéoles pulmonaires, c'est-à-dire dans la partie la plus profonde des poumons, alors que la grippe saisonnière banale infecte surtout le haut des poumons.
Certains virus grippaux, hautement pathogènes (dont le H5N1) ont une capacité inhabituelle à infecter rapidement d'autres organes que les poumons, chez l'Homme ou chez d'autres mammifères.
- L'OMS et la FAO avaient déjà confirmé en décembre 2005 que certains virus H5N1 HP (hautement pathogènes)se propageaient à quasiment toutes les parties d'un oiseau infecté, y compris leur chair et le cerveau. On dit que l'attaque est systémique.
- Il en va de même chez le chat, la souris (en laboratoire), et probablement chez l'Humain. Ceci est un problème éco-épidémiologique, car l'urine, le sperme, le mucus vaginal ou les excréments pourraient alors devenir des vecteurs supplémentaires du virus (à vérifier).
- Quatre remarques/commentaires à propos des études publiées début 2006.

- Science / 23 mars 2006 (www.sciencexpress.org) Page 1 / 10.1126/science.1125548
- Nature 2006 ; 440 :435-36
1. Selon les auteurs, le sous-type H5N1 qui a émergé en 1997 à Hong Kong était plus apte à infecter les voies respiratoires supérieures humaines que ceux qui circulent depuis. Le fait d'avoir alors abattu tous les poulets du territoire (1,3 million de têtes) a donc peut-être évité une pandémie. Le H5N1, sous une autre forme a ensuite mis six ans à refaire surface, ailleurs en Asie. Ce variant du H5N1, comme le précédent provoque des pneumonies virales et non dues à des infections secondaires, ce qui était aussi le cas de la grippe espagnole H1N1 de 1918.
2. Pour le moment, le travail conduit par Yoshihiro Kawaoka (Université du Wisconsin) est basé sur des modèles animaux infectés par le H5N1 pour les travaux des japonais, et sur des tissus humains étudiés par les néerlandais qui ont aussi travaillé sur le chat et le furet. Mais L'hypothèse reste à vérifier chez l'Homme par une étude plus systématique des titres viraux dans les différents compartiments du poumon humain et dans leurs sécrétions, étude rendue difficile par l'état critique des malades.
3. L'équipe du néerlandais Thijs Kuiken (Centre médical Érasme de Rotterdam, Université de Rotterdam) note que le type de fixation du virus dans les voies respiratoires humaines est assez semblable à celui retrouvé chez le furet ou le chat dont la réceptivité au H5N1 et à la grippe est étudiée par cette équipe depuis 2004. Chat et furet seraient donc de bons modèles expérimentaux, de ce point de vue.
4. Thijs Kuiken, annonce début 2006 que son équipe cherchera à modéliser quelles mutations permettraient au virus de la grippe aviaire de se fixer dans les voies respiratoires supérieures de l'homme, afin notamment d'aider l'OMS à savoir quelles mutations surveiller.

## Conclusion provisoire
En 2006, malgré des progrès significatifs, on sait encore peu de chose sur l’éco-épidémiologie de la grippe aviaire et sur la prévalence du virus dans la nature.
Avec le développement d’études sur le suivi des oiseaux migrateurs, et le classement des virus grippaux hautement pathogènes  en maladie à déclaration obligatoire (c’est-à-dire désignée par l’Administration vétérinaire comme virus « dont la détection ou la suspicion doit être portée immédiatement à la connaissance de l’Autorité vétérinaire, conformément aux réglementations nationales, selon l’OIE), la connaissance devrait progresser. Certains experts craignent qu’en ciblant trop les recherches sur l’oiseau, on omette une partie du cycle du virus qui pourrait éventuellement être lié à d’autres espèces. Il faut en particulier comprendre comment ce virus réputé être détruit par la chaleur survit si bien dans des pays tels que l’Indonésie.